# Архангельський Сергій Миколайович
Арха́нгельський Сергі́й Микола́йович (4 жовтня 1918, Казань — 20 серпня 1993, Глазов) — відомий організатор промислового виробництва, почесний громадянин міста Глазов, учасник Другої світової війни.
Сергій Миколайович закінчив Казанський хіміко-технологічний інститут в 1941 році. В 1941-1942 та 1947–1949 роках працював на Казанському заводі № 543 майстром та начальником цеха. В 1942-1945 роках воював на фронті. В 1949-1975 роках працював на Чепецькому механічному заводі в місті Глазов: начальник зміни, головний технолог, начальник ПТО, головний інженер, директор (1960-1975 роки). Вніс великий внесок в засвоєння складних та відповідальних технологій та перетворення Чепецького заводу в сучасне підприємство з високою організацією та культурою виробництва.
Нагороджений двома орденами Леніна (1962, 1971), шістьма іншими орденами, а також багатьма медалями. На честь Сергія Миколайовича названий Льодовий палац спорту «Прогрес» в Глазові.